# Alta Tensión (banda)
Alta Tensión fue una banda de rock formada en Argentina a finales de la década de 1960. El grupo lo integraban, primordialmente, el guitarrista Héctor Starc, Vitico en el bajo, y la cantante Alejandra Aldao. Entre sus producciones destacamos su primer disco, «Alta Tensión», publicado en el año 1968 y con temas cantados en inglés.

## Historia
En 1968 se forma el grupo de rock Alta Tensión, que integraban, entre otros, Alejandra Aldao en voz, Héctor Starc (posteriormente en Aquelarre y Tantor) como guitarrista, Vítico Bereciartúa (Riff, La Pesada, Viticus) en el bajo y Rubén de Andrea en batería.
Esta banda fue parte del staff de grupos musicales del programa televisivo del mismo nombre Alta Tensión. Vitico, luego de participar en el segundo LP, se retiraría de Alta Tensión para incorporarse al grupo La Joven Guardia.
Alta Tensión tenía un sonido compacto, con claras influencias de grupos anglosajones como Jefferson Airplane o Led Zeppelin, y fue uno de los primeros grupos argentinos de rock que logró sonar a semejanza de importantes bandas internacionales de la época.

## Discografía
- Has visto la mañana
- Días de Wendy
- Brilla el sol y llueve
- Es mi valija
- Doggone
- Rock de la cárcel
- Reina del Mississippi
- Caminando en el sol
- Sueño
- Pedazo de mi corazón
- El tiempo ha llegado
- Agitándose